# Tanya Reinhart
Tanya Reinhart foi uma linguista israelense conhecida por seus trabalhos em teoria linguística, tratando de campos como sintaxe, semântica, análise do discurso e psicolinguística. Também notabilizou-se por escrever frequentemente sobre os conflitos entre Israel e Palestina.